# Campeonato Mundial de Natação em Piscina Curta de 2022 - 100 m costas masculino
A prova dos 100 metros nado costas masculino do Campeonato Mundial de Natação em Piscina Curta de 2022 foi disputada entre os dias 13 e 14 de dezembro de 2022, no Melbourne Sports and Aquatics Centre, em Melbourne, na Austrália.

## Recordes
Antes desta competição, os recordes mundiais e do campeonato nesta prova eram os seguintes:
|                       | Nome             | Nacionalidade  | Tempo | Local   | Data                   |
| --------------------- | ---------------- | -------------- | ----- | ------- | ---------------------- |
| Recorde mundial       | Coleman Stewart  | Estados Unidos | 48.33 | Nápoles | 29 de agosto de 2021   |
| Recorde do campeonato | Stanislav Donets | Rússia         | 48.95 | Dubai   | 19 de dezembro de 2010 |

Os seguintes recordes mundiais ou do campeonato foram estabelecidos durante esta competição:
| Data           | Evento | Nome        | Nacionalidade  | Tempo | Notas                 |
| -------------- | ------ | ----------- | -------------- | ----- | --------------------- |
| 14 de dezembro | Final  | Ryan Murphy | Estados Unidos | 48.50 | Recorde do campeonato |

## Medalhistas
| Ouro              | Prata              | Bronze             |
| Ryan Murphy (USA) | Lorenzo Mora (ITA) | Isaac Cooper (AUS) |

## Cronograma
Todos os horários são locais (UTC+11). 
| Data           | Hora  | Evento        |
| -------------- | ----- | ------------- |
| 13 de dezembro | 11:44 | Eliminatórias |
| 13 de dezembro | 20:38 | Semifinal     |
| 14 de dezembro | 18:07 | Final         |

## Resultados

### Eliminatórias
As eliminatórias ocorreram no dia 13 de dezembro com início às 11:44.
| Colocação | Bateria | Raia | Nadador                  | Nacionalidade            | Tempo   | Notas |
| --------- | ------- | ---- | ------------------------ | ------------------------ | ------- | ----- |
| 1         | 4       | 4    | Ryan Murphy              | Estados Unidos           | 49.34   | Q     |
| 2         | 5       | 3    | Mewen Tomac              | França                   | 49.99   | Q     |
| 3         | 6       | 3    | Apostolos Christou       | Grécia                   | 50.01   | Q     |
| 4         | 3       | 4    | Thierry Bollin           | Suíça                    | 50.10   | Q,    |
| 5         | 6       | 5    | Kacper Stokowski         | Polónia                  | 50.14   | Q     |
| 6         | 3       | 2    | Isaac Cooper             | Austrália                | 50.16   | Q     |
| 7         | 5       | 4    | Lorenzo Mora             | Itália                   | 50.18   | Q     |
| 8         | 6       | 6    | Yohann Ndoye-Brouard     | França                   | 50.21   | Q     |
| 9         | 6       | 2    | Pieter Coetze            | África do Sul            | 50.26   | Q     |
| 10        | 4       | 6    | Ole Braunschweig         | Alemanha                 | 50.37   | Q     |
| 10        | 5       | 5    | Ryosuke Irie             | Japão                    | 50.37   | Q     |
| 12        | 5       | 6    | Tomáš Franta             | Chéquia                  | 50.60   | Q     |
| 13        | 4       | 3    | Luke Greenbank           | Reino Unido              | 50.72   | Q     |
| 14        | 5       | 7    | Ksawery Masiuk           | Polónia                  | 50.84   | Q     |
| 15        | 4       | 2    | Markus Lie               | Noruega                  | 50.89   | Q,    |
| 16        | 3       | 7    | Marek Ulrich             | Alemanha                 | 50.92   | Q     |
| 17        | 4       | 8    | Hunter Armstrong         | Estados Unidos           | 50.93   |       |
| 18        | 4       | 5    | Javier Acevedo           | Canadá                   | 50.97   |       |
| 19        | 4       | 7    | Daiki Yanagawa           | Japão                    | 50.99   |       |
| 20        | 4       | 1    | Ng Cheuk Yin             | Hong Kong                | 51.30   | '     |
| 21        | 3       | 1    | João Costa               | Portugal                 | 51.34   |       |
| 22        | 6       | 7    | Bradley Woodward         | Austrália                | 51.35   |       |
| 23        | 5       | 8    | Wang Gukailai            | China                    | 51.85   |       |
| 24        | 6       | 1    | Zac Dell                 | Nova Zelândia            | 51.98   |       |
| 25        | 5       | 2    | Armin Evert Lelle        | Estónia                  | 52.39   |       |
| 26        | 3       | 5    | Ģirts Feldbergs          | Letônia                  | 52.44   |       |
| 27        | 6       | 8    | Rasmin Oğulcan Gör       | Turquia                  | 52.54   |       |
| 28        | 6       | 4    | Robert Glinta            | Roménia                  | 52.65   |       |
| 29        | 2       | 6    | Chuang Mu-lun            | Taipé Chinesa            | 52.79   |       |
| 30        | 5       | 1    | Yeziel Morales           | Porto Rico               | 52.92   |       |
| 31        | 3       | 6    | Kaloyan Levterov         | Bulgária                 | 53.22   |       |
| 32        | 3       | 8    | Maximillan Wilson        | Ilhas Virgens Americanas | 53.23   |       |
| 33        | 3       | 3    | Charles Hockin           | Paraguai                 | 53.88   |       |
| 34        | 2       | 4    | Merdan Ataýew            | Turquemenistão           | 55.04   |       |
| 35        | 2       | 3    | Yazan Al-Bawwab          | Palestina                | 55.23   |       |
| 36        | 2       | 5    | Abdellah Ardjoune        | Argélia                  | 55.54   |       |
| 37        | 2       | 7    | Alan Koti Lopeti Uhi     | Tonga                    | 57.39   |       |
| 38        | 2       | 2    | Abdalla El-Ghamry        | Catar                    | 58.72   |       |
| 39        | 1       | 4    | Carel Van Melvin Irakoze | Burundi                  | 1:02.86 |       |
| 40        | 1       | 5    | Mohamed Rihan Shiham     | Maldivas                 | 1:07.35 |       |
| 41        | 2       | 1    | Mohamad Zubaid           | Kuwait                   | DSQ     | DSQ   |
| 41        | 1       | 3    | Abobakr Abass            | Sudão                    | DNS     | DNS   |

### Semifinal
A semifinal ocorreu no dia 13 de dezembro com início às 20:38.
| Colocação | Bateria | Raia | Nadador              | Nacionalidade  | Tempo | Notas            |
| --------- | ------- | ---- | -------------------- | -------------- | ----- | ---------------- |
| 1         | 2       | 4    | Ryan Murphy          | Estados Unidos | 49.17 | Q                |
| 2         | 2       | 3    | Kacper Stokowski     | Polónia        | 49.33 | Q                |
| 3         | 2       | 6    | Lorenzo Mora         | Itália         | 49.57 | Q                |
| 4         | 2       | 5    | Apostolos Christou   | Grécia         | 49.66 | Q,               |
| 5         | 1       | 6    | Yohann Ndoye-Brouard | França         | 49.78 | Q                |
| 6         | 2       | 2    | Pieter Coetze        | África do Sul  | 49.85 | Q,               |
| 7         | 1       | 3    | Isaac Cooper         | Austrália      | 50.01 | Q                |
| 7         | 1       | 4    | Mewen Tomac          | França         | 50.01 | Q                |
| 9         | 2       | 7    | Ryosuke Irie         | Japão          | 50.08 |                  |
| 10        | 1       | 5    | Thierry Bollin       | Suíça          | 50.33 |                  |
| 11        | 1       | 7    | Tomáš Franta         | Chéquia        | 50.39 | Recorde nacional |
| 12        | 1       | 2    | Ole Braunschweig     | Alemanha       | 50.55 |                  |
| 13        | 2       | 8    | Markus Lie           | Noruega        | 50.67 | Recorde nacional |
| 14        | 2       | 1    | Luke Greenbank       | Reino Unido    | 50.81 |                  |
| 15        | 1       | 1    | Ksawery Masiuk       | Polónia        | 51.01 |                  |
| 16        | 1       | 8    | Marek Ulrich         | Alemanha       | 51.12 |                  |

### Final
A final foi realizada no dia 14 de dezembro com início às 18:07.
| Colocação         | Raia | Nadador              | Nacionalidade  | Tempo | Notas                 |
| ----------------- | ---- | -------------------- | -------------- | ----- | --------------------- |
| Medalha de ouro   | 4    | Ryan Murphy          | Estados Unidos | 48.50 | Recorde do campeonato |
| Medalha de prata  | 3    | Lorenzo Mora         | Itália         | 49.04 | Recorde nacional      |
| Medalha de bronze | 1    | Isaac Cooper         | Austrália      | 49.52 |                       |
| 4                 | 7    | Pieter Coetze        | África do Sul  | 49.60 | Recorde africano      |
| 5                 | 6    | Apostolos Christou   | Grécia         | 49.68 |                       |
| 6                 | 5    | Kacper Stokowski     | Polónia        | 49.74 |                       |
| 7                 | 8    | Mewen Tomac          | França         | 49.94 |                       |
| 8                 | 2    | Yohann Ndoye-Brouard | França         | 50.01 |                       |

Legenda
| Recorde mundial       | Recorde mundial (World record)               |                       | Recorde africano                      | Recorde africano (African) |                                           | Q | Classificado por posição (Qualified) |
| Recorde do campeonato | Recorde do campeonato (Championship record)  | Recorde da América    | Recorde da América (Americas)         | q                          | Classificado por melhor tempo (Qualified) |   |                                      |
| Melhor marca do ano   | Melhor marca do ano (World leading)          | Recorde asiático      | Recorde asiático (Asian)              | DNS                        | Não largou (Did not start)                |   |                                      |
| Recorde nacional      | Recorde nacional (National record)           | Recorde europeu       | Recorde europeu (European)            | DNF                        | Não terminou (Did not finish)             |   |                                      |
| Recorde pessoal       | Recorde pessoal do atleta (Personal best)    | Recorde da Oceania    | Recorde da Oceania (Oceania)          | DSQ / DQ                   | Desclassificado (Disqualified)            |   |                                      |
| Recorde da temporada  | Recorde da temporada do atleta (Season best) | Recorde sul-americano | Recorde sul-americano (South America) | NM                         | Sem marca (No mark)                       |   |                                      |